# Lego Duplo
Les briques en plastique Duplo sont des jouets de la société Lego s'adressant aux enfants entre un an et demi et cinq ans.
Étant notablement plus grosses que les briques Lego, il est impossible pour les enfants de les avaler. Cependant, les deux séries sont compatibles et peuvent s'assembler (briques Lego 2×2 et 2×4). Il existe aussi les briques Lego Quatro, deux fois plus grosses que les Duplo.

## Origines
Cette gamme est au catalogue depuis 1969, mais elle n'avait à l'époque que quatre couleurs : rouge, jaune, bleu et blanc. Le nom « Duplo » n'a été adopté que depuis 1975 ; le logo était auparavant un lapin vert (l’actuel est rouge). Il y a trois types de bonshommes en Lego Duplo : les premiers étaient de simples blocs avec une tête et des cheveux, les deuxièmes ressemblent aux troisièmes, mais les mains et les pieds n’étaient pas distincts, et les troisièmes ont des mains visibles, une tête réaliste et des impressions détaillées.
Duplo est remplacé de 1977 à 1979 par Preschool puis de 2002 à 2004 par Explore, qui regroupe Lego Baby et Duplo.

## Identité visuelle

Logotype de 1969 à 1977.
Logotype de 1979 à 1995.
Logotype depuis 1996.